# Liliyana Natsirová
Liliyana Natsirová (* 9. září 1985 Manado) je bývalá indonéská badmintonistka. Měří 1,68 m, ve čtyřhře tradičně nastupovala na síti a hrála pravou rukou. Badmintonu se začala věnovat v devíti letech a od dvanácti let se připravovala v jakartském klubu Tangkas Alfamart. Na mezinárodní úrovni debutovala v roce 2001 ve čtyřhře s Natalií Christine Poluakanovou.
Startovala na třech olympiádách. Na olympiádě 2008 postoupila s Novou Widiantem do finále mixu, kde podlehli jihokorejskému páru. Na LOH 2012 hrála s Tontowi Ahmadem a obsadili čtvrté místo. Z olympijských her v roce 2016 přivezla spolu s Ahmadem zlatou medaili po vítězství v turnaji smíšených dvojic.
Na mistrovství světa v badmintonu získala čtyři zlaté, jednu stříbrnou a dvě bronzové medaile, všechny ze smíšené čtyřhry. V letech 2005 a 2007 získala titul s Novou Widiantem a v letech 2013 a 2017 s Tontowim Ahmadem. Je také vítězkou Světového poháru v badmintonu z roku 2006 a finalistkou Asijských her z roku 2014. Na Hrách jihovýchodní Asie získala pět zlatých medailí. V letech 2012 až 2014 vyhrála s Tontowim Ahmadem třikrát v řadě All England Open Badminton Championships. V letech 2006 a 2015 se stala badmintonovou mistryní Asie. Je také dvojnásobnou vítězkou turnaje Indonesia Masters (2012 a 2015).
S indonéskou reprezentací skončila na Uber Cupu druhá v roce 2008 a třetí v roce 2010, na Sudirman Cupu byla druhá v letech 2005 a 2007. V roce 2019 oznámila ukončení hráčské kariéry a stala se úřednicí indonéského ministerstva sportu. V roce 2022 ji Mezinárodní federace badmintonu přijala do své síně slávy.